# Illicit
Pour plus de détails, voir Fiche technique et Distribution.
Illicit est un film américain d'Archie Mayo sorti en 1931.

## Synopsis
Anne et Dick se fréquentent assidument et librement depuis plusieurs mois, Dick envisage le mariage mais Anne le refuse absolument par principe estimant que toutes les femmes qu'elle connait qui se sont mariées sont devenus malheureuses soit dans le mariage soit sans le divorce. De plus elle ne voit pas ce que le mariage pourrait lui apporter. Elle finit cependant à céder sous la pression de Dick et du père de ce dernier. Le mariage se déroule et l'ennui ne tarde pas à s'installer, les tentations extérieures s'expriment et chacun des époux n'y est pas complètement insensible. Sentant la crise inéluctable et décidément allergique aux conventions sociales, Anne choisit d'aller vivre seule.
Elle ne rompt pas sentimentalement avec Dick, ils continuent à se voir et à s'aimer, mais sont chacun de leur côté sollicités par d'anciens flirts. Une nouvelle intervention du beau-père et une visite de l'ancienne petite amie de Dick chez Anne vont l'ébranler psychologiquement, et alors qu'elle s'apprête à répondre aux sollicitations de son ancien amant, l'arrivée inopinée de Dick, la convaincra de "rentrer à la maison". La fin peut s'interpréter soit comme la preuve que les conventions sociales finissent inexorablement par brimer la liberté, ou alors comme un simple épisode dans la vie de ce couple puisque les mêmes causes produiront fatalement les mêmes effets.

## Fiche technique
- Titre original : Illicit
- Réalisation : Archie Mayo
- Adaptation : Harvey F. Thew d'après une pièce de Edith Fitzgerald et de Robert Riskin
- Production : Darryl F. Zanuck (non crédité)
- Société de production : Warner Bros. Pictures
- Directeur musical : Erno Rapee
- Photographie : Robert Kurrle
- Montage : William Holmes
- Costumes : Earl Luick et Mary Dery
- Pays d'origine :   États-Unis
- Langue : anglais
- Format : Noir et blanc - Son : Mono (Brunswick)
- Genre : Drame, Comédie
- Durée : 79 minutes
- Date de sortie :
  - États-Unis : 14 février 1931

## Distribution
- Barbara Stanwyck : Anne Vincent Ives
- James Rennie : Richard 'Dick' Ives II
- Ricardo Cortez : Price Baines
- Natalie Moorhead : Marjorie 'Margie' True
- Charles Butterworth : George Evans
- Joan Blondell : Helen 'Duckie' Childers
- Claude Gillingwater : Richard Ives Sr.

## Autour du film
Mordaunt Hall, critique au New York Times, considère que le gagnant du film n'est pas le mariage, mais l'amour. Elle souligne aussi la très bonne performance de Barbara Stanwick.